# Corrente Norte-Atlântica

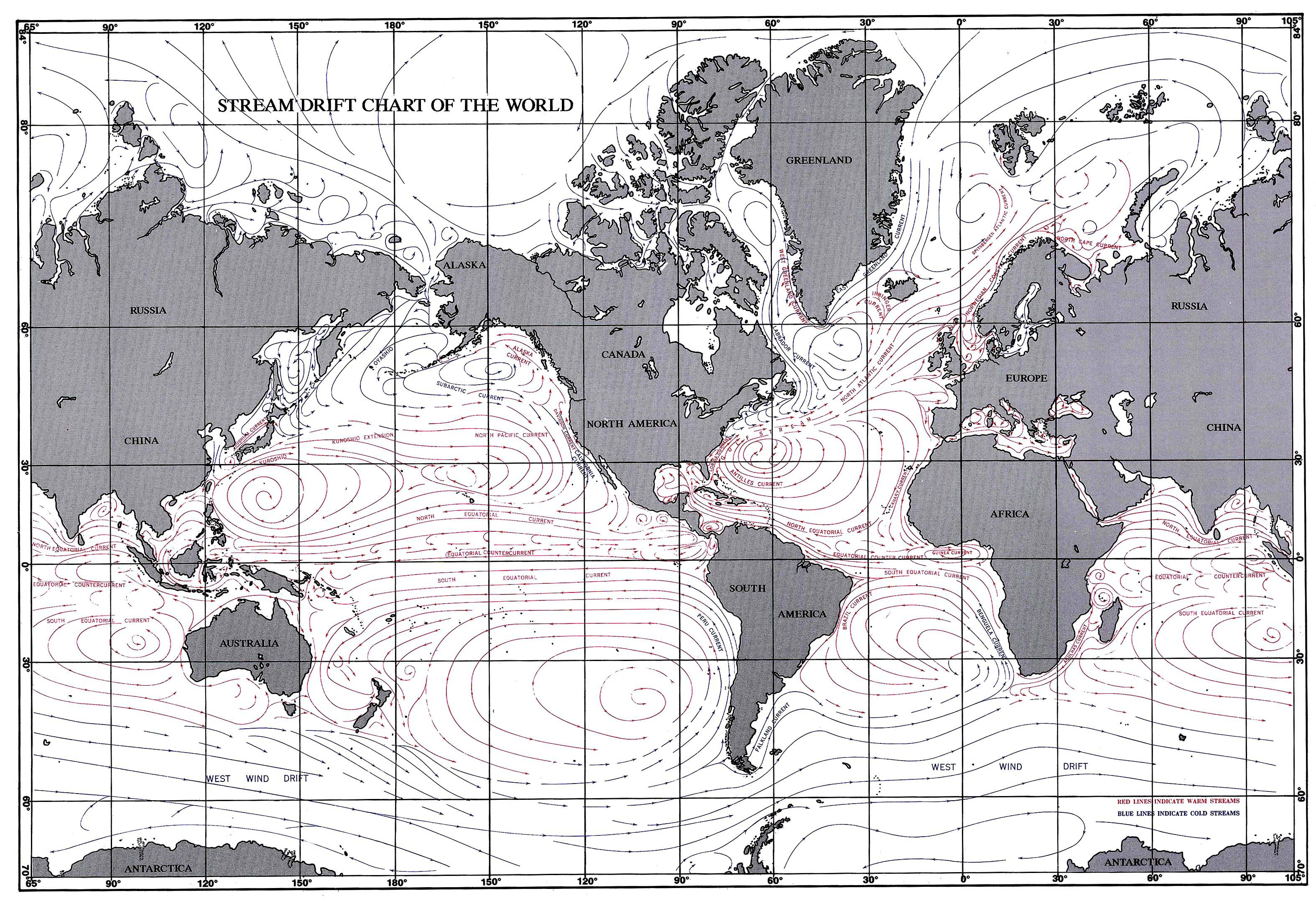
Esquema das correntes oceânicas do mundo.

A Corrente Norte-Atlântica (Deriva do Atlântico Norte e Movimento Marítimo do Atlântico Norte) é uma corrente oceânica potente de águas quentes que é uma continuação da parte nordeste da Corrente do Golfo. A Oeste da Irlanda ela divide-se em duas. Uma parte (a Corrente das Canárias) dirige-se para o sul enquanto a outra continua para o norte ao longo da costa noroeste da Europa onde ela tem uma influência considerável no aquecimento do clima. Outras partes incluem a Corrente Irminger e a Corrente da Noruega. Direcionada pela circulação termoalina global (THC), a Corrente Norte-Atlântica é também considerada frequentemente uma extensão da Corrente do Golfo que vai do equador em direção leste e norte da costa da América do Norte, atravessa o Atlântico em direção ao Oceano Ártico.
As mudanças climáticas, especialmente o aquecimento global, pode ter um significativo efeito sobre a corrente.